# Abisara burnii
Abisara burnii är en fjärilsart som beskrevs av Lionel de Nicéville 1895. Abisara burnii ingår i släktet Abisara och familjen Riodinidae. Inga underarter finns listade i Catalogue of Life.